# Holarchaeidae
Holarchaeidae es una familia de arañas araneomorfas, que forman parte de la superfamilia Archaeoidea, juntamente con Archaeidae, Mecysmaucheniidae, Micropholcommatidae y Pararchaeidae.
Son muy pequeñas, de unos 1'5 mm de longitud, con unos colores que van del negro brillante al beige. Hay que destacar que junto los ulobóridos y los lifístidos, son las únicas arañas conocidas que no tienen glándulas venenosas. 
Se han encontrado únicament en los bosques de Tasmania y Nueva Zelanda, donde viven en microhábitats con un grado de humedad muy elevado.

## Sistemática
Contiene la información recogida hasta el 10 de mayo de 2010, e incluye un único género con dos especies: 
Holarchaea Forster, 1955
- Holarchaea globosa Hickman, 1981 (Tasmania)
- Holarchaea novaeseelandiae Forster, 1949 (Nueva Zelanda)